# 1326 Losaka
1326 Losaka је астероид главног астероидног појаса са пречником од приближно 22,47 .
Афел астероида је на удаљености од 3,262 астрономских јединица (АЈ) од Сунца, а перихел на 2,072 АЈ.
Ексцентрицитет орбите износи 0,222, инклинација (нагиб) орбите у односу на раван еклиптике 15,993 степени, а орбитални период износи 1591,290 дана (4,356 године).
Апсолутна магнитуда астероида је 10,92 а геометријски албедо 0,149.
Астероид је откривен 14. јула 1934. године.